# Боевой потолок
Боево́й потоло́к (наибольшая высота боевого применения) самолёта — наибольшая высота полёта, на которой он способен без потери высоты и скорости выполнять горизонтальный манёвр с некоторым определённым углом крена.
Задача нахождения боевого потолка при заданном угле крена сводится к расчёту предельного установившегося разворота с перегрузкой.
Для разных типов самолётов применяемые в определении боевого потолка углы крена различны, но чаще всего они лежат в пределах 15—20°.